# Geohintonia
Geohintonia es un género de biznagas de la familia de las cactáceas. El género comprende una sola especie conocida, cuyo nombre científico es: Geohintonia mexicana. Es endémica de Nuevo León en México.

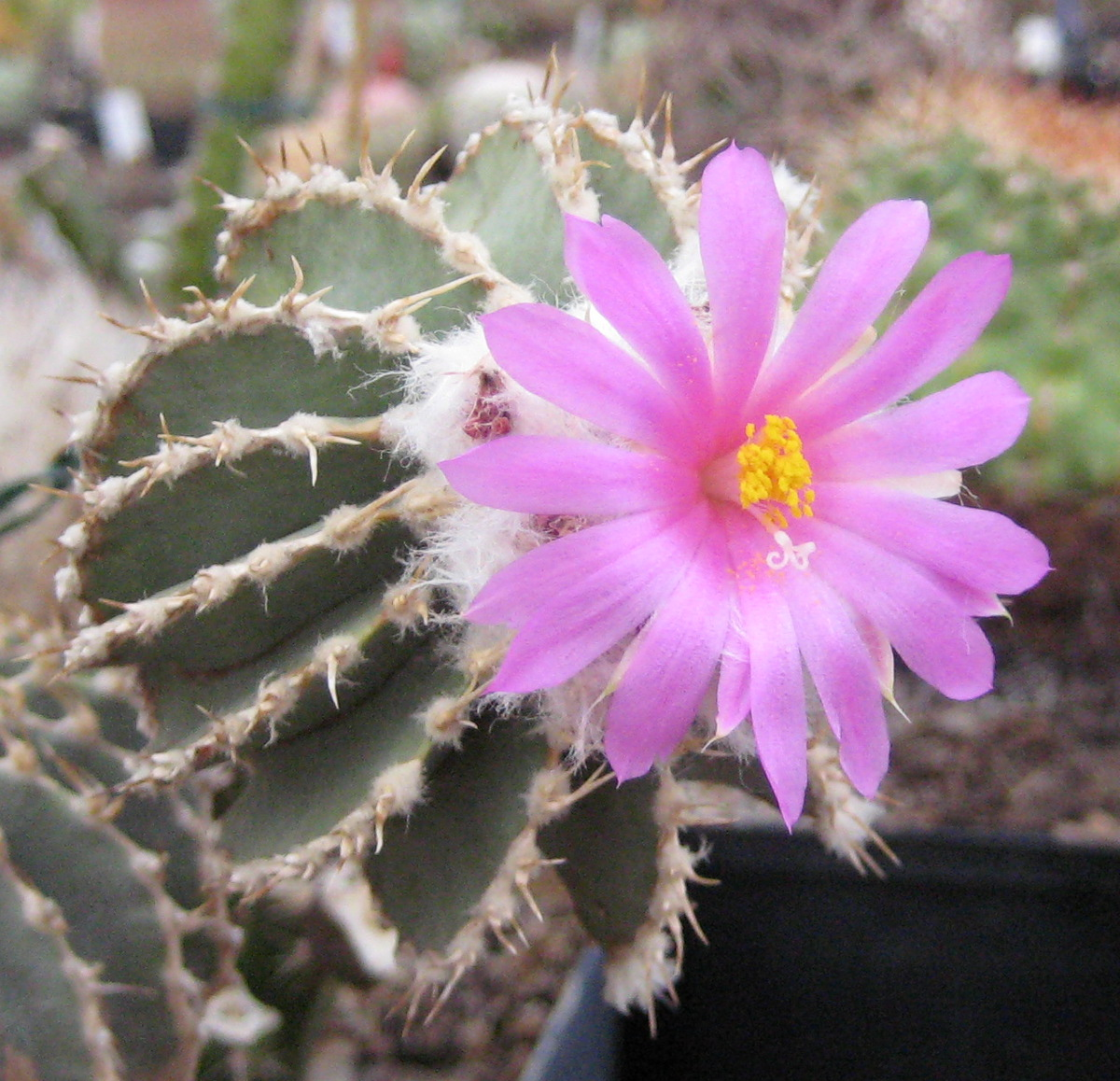
En flor

## Descripción
Es una planta solitaria de forma globosa, convirtiéndose lentamente en columnar de hasta 10 cm de altura y 10 cm de diámetro. de color verde azulado grisáceo. Tiene entre 18 a 20 costillas muy prominentes, con 3 espinas curvadas de unos 3 a 12 mm de largo en cada areola. Las flores, de color rosa fuerte, con forma de embudo surgen en el ápice y se abren a partir del anochecer.

## Cultivo
La planta necesita exposición al sol y riego abundante a partir de marzo hasta finales de septiembre y mantenerse bastante seca en invierno. La temperatura mínima es de 5 °C, mientras que la temperatura ideal es 20-28 °C.  También debe ser fertilizada durante todo el verano.

## Taxonomía
Geohintonia mexicana fue descrita por Glass & W.A.Fitz Maur. y publicado en Cactáceas y Suculentas Mexicanas 37(1): 17, en el año 1992[1991].
Etimología
El nombre del género honra la memoria de George Sebastián Hinton (n. 1949), un agricultor mexicano y colector de plantas en el Estado de Nuevo León.
Sinonimia
Echinocactus mexicanus (Glass & W.A.Fitz Maur.) Halda